# Eerke U. Hamer
Eerke Ubbo Hamer (* 21. April 1937 in Mettmann; † 28. April 2011 in Bafra, Türkische Republik Nordzypern) war ein deutscher Theologe und Sporthistoriker.

## Leben
Nach dem Abitur in Duisburg 1957 studierte er Evangelische Theologie in Bethel und den Universitäten in  Tübingen, Heidelberg, Hamburg und Mainz, wo er 1964 sein erstes Theologisches Examen ablegte. Nach dem Vikariat in Traben-Trarbach und dem zweiten Examen wurde er Wiss. Mitarbeiter des Carl-Diem-Instituts in Köln und verfasste hier die erste Biographie über Willibald Gebhardt. Von Köln führte sein Weg nach Hamburg, wo er einerseits als Wissenschaftlicher Mitarbeiter der Universität tätig wurde und andererseits Sportwissenschaft studierte und sein Staatsexamen bei Konrad Paschen mit Religionspädagogik und Sport abschloss. Nun arbeitete er als Lehrer in Lüneburg und begann bei Arnd Krüger mit seinem sporthistorischen Promotionsstudium an der Universität Göttingen Sodann wurde er Wissenschaftlicher Mitarbeiter des Niedersächsischen Instituts für Sportgeschichte und erarbeitete die Geschichte des Skilaufs im Harz. Hamer gilt als Experte der Sportgeschichte des späten 19. Jahrhunderts. Er starb bei einem Badeunfall in Nordzypern.